# Johann Carl Fischer (Mathematiker)

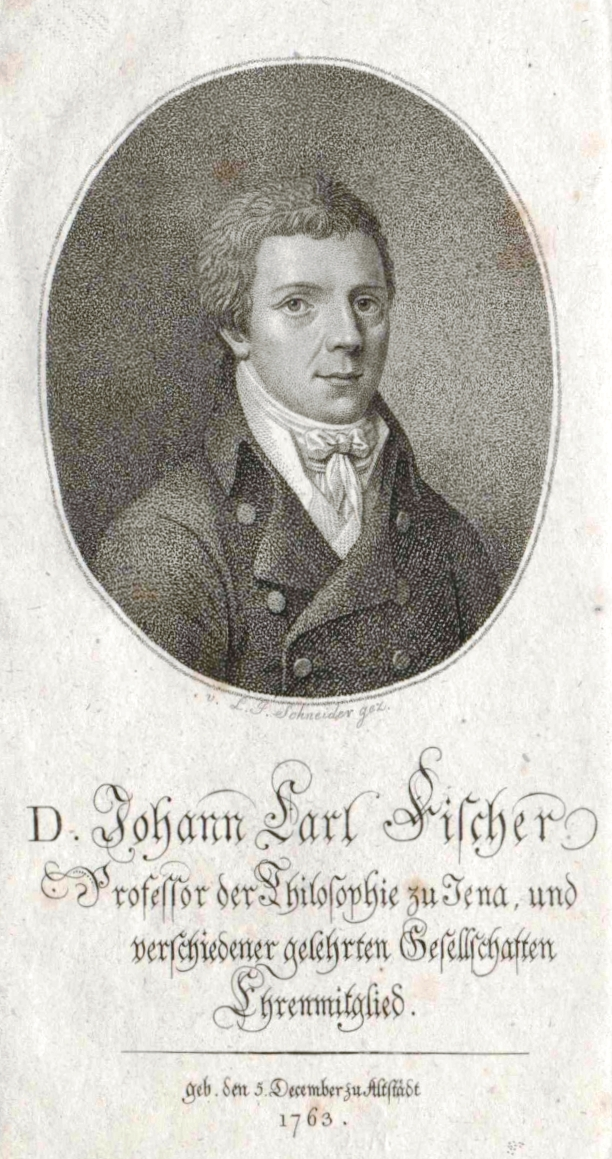
Johann Carl Fischer (vor 1807)

Johann Carl Fischer, auch: Johann Karl Fischer (* 5. Dezember 1760 in  Allstedt; † 22. Mai 1833 in Greifswald) war ein deutscher Mathematiker und Physiker.

## Leben
Der Sohn des Bürgermeisters von Allstedt im gleichnamigen ernestinischen Amt, Johann Gottfried Fischer, besuchte die Schule in seiner Vaterstadt und wurde außerdem durch Hauslehrer unterrichtet. Ab 1773 besuchte er das Gymnasium in Halle (Saale), wechselte aber nach drei Monaten ans Gymnasium in Magdeburg. Dort erhielt er zusätzlich eine musikalische Ausbildung und trat bei Konzerten unter der Leitung von Johann Heinrich Rolle erfolgreich als Diskantist auf. Nach drei Jahren ging er ans Wilhelminum Ernestinum nach Weimar, das von Johann Michael Heinze geleitet wurde. Zu Heinze und Johann Karl August Musäus hatte er in den drei Jahren, die er in Weimar verbrachte, ein gutes Verhältnis.
Anschließend ging er an die Universität Jena, wo er zunächst das Studium der Rechtswissenschaften absolvierte, sich dann aber der Mathematik und den Naturwissenschaften zuwandte. 1788 wurde er zum Dr. phil. promoviert. Im folgenden Jahr disputierte er pro venia legendi. 1792 wurde er zum außerordentlichen Professor an der Universität Jena ernannt. Von 1807 bis 1818 war er Professor der Mathematik und Physik am Stadtgymnasium Dortmund. 1819 ging er an die Universität Greifswald, wo er als Professor für Mathematik und Astronomie lehrte. 1822 war er Rektor der Hochschule.
Fischer verfasste zahlreiche Lehrbücher zu Mathematik und Physik sowie vielbeachtete Sammelwerke. Seine achtbändige „Geschichte der Physik“ gilt als erstes systematisches Geschichtswerk dieser Wissenschaft.

## Schriften (Auswahl)
- De nova methodo logarithmos computandi, nec non eorum natura et constitutione. 1788 (Inaugural-Dissertation).
- Physikalisches Wörterbuch oder Erklärung der vornehmsten zur Physik gehörigen Begriffe und Kunstwörter sowohl nach atomistischer als auch nach dynamischer Lehrart betrachtet mit kurzen beygefügten Nachrichten von der Geschichte der Erfindungen und Beschreibungen der Werkzeuge in alphabetischer Ordnung. 7 Bde., Dieterich, Göttingen 1798–1805. (3 Supplementbände 1823–1827)
- Geschichte der Physik seit Wiederherstellung der Künste und Wissenschaften. 8 Bde., Göttingen 1801–1808.
- Elementarmathematik, nach Gründen der kritischen Philosophie betrachtet, und zum Gebrauch der Vorlesungen auf Hochschulen und andern hohen Bildungsanstalten. Kummer, Leipzig 1820.